# August Wilhelm von Horn
Pour les articles homonymes, voir Horn.
August Wilhelm von Horn (né le 18 février 1800 à Loschen (de), arrondissement de Preußisch Eylau (de) et mort le 19 avril 1886 à Berlin) est un officier prussien, plus récemment General der Infanterie.

## Biographie

### Origine
August Wilhelm est le fils de Karl Gottlieb (Carl Gottlob) von Horn (de) (né le 11 novembre 1771 à Ischdaggen et mort le 14 février 1852 à Dantzig), seigneur de Michelau, et sa femme Charlotte Christina Eva, née Meyer (morte le 14 mai 1852 à Stettin). L'un de ses frères est le général de division Adolf von Horn (de).

### Carrière militaire
Horn rejoint la 4e régiment de grenadiers de l'armée prussienne en tant que mousquetaire à la mi-mai 1816. Il y est promu sous-lieutenant et fait l'école générale de guerre en 1822/25. Fin mars 1828, il est nommé adjudant de la 3e brigade d'infanterie. D'abord en tant que premier lieutenant, plus tard en tant que capitaine, Horn est adjudant de la 2e division d'infanterie pendant quatre ans à partir de la fin mars 1836. Il est ensuite utilisé comme commandant de compagnie dans le 22e régiment d'infanterie et avec sa promotion au grade de major le 27 mars 1847, Horn devient commandant du 2e bataillon du 4e régiment de la Landwehr. Il rejoint le 1er régiment de grenadiers le 29 avril 1851 en tant que chef de bataillon, devient lieutenant-colonel le 22 mars 1853 et est finalement nommé commandant du 1er régiment de grenadiers, et 22 mars 1853 lieutenant-colonel et est finalement nommé commandant du 20e régiment d'infanterie (pl). Dans cette position, il est promu colonel le 15 juillet 1855, Horn commande Stettin à partir du 6 août 1857 et est mis à la suite du régiment le 19 septembre.
Du 13 mai 1858 au 14 mars 1859, Horn commande la 26e brigade d'infanterie (de) à Münster, , devient entre-temps major général le 22 novembre 1858 et reprend ensuite la 4e brigade d'infanterie (de). Il abandonne cette brigade le 5 mai 1862 et devient commandant de la 8e division d'infanterie. Peu après, le 13 décembre 1862, il est promu lieutenant-général et dirige la division en 1866 lors de la guerre de 1866 contre l'Autriche. Lors de la bataille de Podol, il remporte la victoire contre la soi-disant "brigade de fer" autrichienne et peut faire environ 500 prisonniers. Horn peut également faire ses preuves lors de la bataille suivante près de Sadowa. Avant la conclusion de la paix, il est relevé de son poste et nommé le 15 juillet 1866 inspecteur de l'infanterie du 2e corps de réserve. Deux mois plus tard, Horn est transféré aux officiers de l'armée et mis à disposition le 6 octobre 1866 avec promotion au grade de général d'infanterie avec pension.
Pendant toute la durée de la guerre contre la France en 1870/71, Horn est commandant général adjoint du 4e corps d'armée.
Après sa mort, il est inhumé le 22 avril 1886 au cimetière des Invalides de Berlin.

### Décorations
Horn est chevalier de l'Ordre de Saint-Jean. Il reçoit également les ordres et décorations suivants pour ses nombreuses années de service :
- Grand-Croix de l'Ordre de la Maison ernestine de Saxe le 15 novembre 1863
- Grand-Croix de l'Ordre du Faucon blanc le 12 novembre 1864
- Ordre de l'Aigle rouge de 1re classe avec feuilles de chêne et épées le 20 septembre 1866

### Famille
Horn se marie le 11 novembre 1839 à Bolschau Maria Antoinette Konstantia baronne d'Orville von Löwenklau (de) (née le 26 mars 1819 à Mühlberg et morte le 8 janvier 1878 à Berlin). Le mariage produit douze enfants, dont certains sont morts jeunes:
- Richard Adolf Ferdinand (né le 29. août 1840 à Neisse et mort le 8 septembre 1870 à Gorze), premier lieutenant prussien au 2e régiment à pied de la Garde
- Antonie Louise Charlotte (née le 3 août 1841 à Gohra et morte le 20 octobre 1842 à Neisse)
- Hugo Louis Oskar (né le 13 juillet 1842 à Gohra et mort le 1er avril 1845 à Neisse)
- Clara Ida Pauline (née le 23 août 1843 à Böhmischdorf)
- Adolf Rudolf Karl August (né le 1er décembre 1844 à Neisse), major prussien
- Auguste Hugo Oscar (né le 17 août 1849 à Preußisch Holland et mort le 31 janvier 1871 à Stettin), volontaire d'un an au 54e régiment d'infanterie
- Karl August Ferdinand (né le 10 septembre 1853 à Dantzig et mort le 13 août 1913), lieutenant-général prussien marié avec Veronika Ida Amalie von Heyking (née le 7 juin 1863)
- Erich Axel Rudolf (né le 3 février 1857 à Torgau et mort en 1916), général de division prussien marié avec Else Crede (née le 11 avril 1862)
- Marthe Marie Eva Antoinette (née le 11 septembre 1860 à Dantzig et morte le 12 janvier 1934) mariée le 8 octobre 1880 à Berlin Hans von Winterfeld, général d'infanterie prussien